# اچ‌ام‌اس ال۲۲
اچ‌ام‌اس ال۲۲ (به انگلیسی: HMS L22) یک زیردریایی بود که طول آن ۲۳۸ فوت ۷ اینچ (۷۲٫۷۲ متر) بود. این زیردریایی در سال ۱۹۱۹ ساخته شد.